# Nadija Dusanova
Nadija Jusupovna Balžumatova, coniugata Dusanova (in uzbeko: Надия Юсуповна Балжуматова-Дусанова; Tashkent, 17 novembre 1987), è un'altista uzbeka.

## Palmarès
| Anno | Manifestazione                    | Sede           | Evento        | Risultato | Prestazione | Note |
| ---- | --------------------------------- | -------------- | ------------- | --------- | ----------- | ---- |
| 2006 | Campionati asiatici indoor        | Pattaya        | Salto in alto | 5ª        | 1,78 m      |      |
| 2006 | Campionati asiatici juniores      | Taipa          | Salto in alto | Bronzo    | 1,84 m      |      |
| 2006 | Mondiali juniores                 | Pechino        | Salto in alto | 11ª       | 1,80 m      |      |
| 2007 | Campionati asiatici               | Amman          | Salto in alto | 6ª        | 1,88 m      |      |
| 2008 | Giochi olimpici                   | Pechino        | Salto in alto | 26ª (q)   | 1,85 m      |      |
| 2009 | Giochi asiatici indoor            | Hanoi          | Salto in alto | Oro       | 1,93 m      |      |
| 2009 | Campionati asiatici               | Canton         | Salto in alto | Argento   | 1,90 m      |      |
| 2009 | Mondiali                          | Berlino        | Salto in alto | 22ª (q)   | 1,89 m      |      |
| 2010 | Mondiali indoor                   | Doha           | Salto in alto | 7ª        | 1,91 m      |      |
| 2010 | Giochi asiatici                   | Canton         | Salto in alto | Argento   | 1,93 m      |      |
| 2012 | Giochi olimpici                   | Londra         | Salto in alto | 20ª (q)   | 1,85 m      |      |
| 2013 | Campionati asiatici               | Pune           | Salto in alto | Oro       | 1,90 m      |      |
| 2013 | Mondiali                          | Mosca          | Salto in alto | 13ª (q)   | 1,88 m      |      |
| 2014 | Mondiali indoor                   | Sopot          | Salto in alto | 17ª (q)   | 1,84 m      |      |
| 2014 | Giochi asiatici                   | Incheon        | Salto in alto | Bronzo    | 1,89 m      |      |
| 2016 | Campionati asiatici indoor        | Doha           | Salto in alto | Argento   | 1,88 m      |      |
| 2016 | Giochi olimpici                   | Rio de Janeiro | Salto in alto | 20ª (q)   | 1,92 m      |      |
| 2017 | Giochi della solidarietà islamica | Baku           | Salto in alto | Oro       | 1,80 m      |      |
| 2017 | Campionati asiatici               | Bhubaneswar    | Salto in alto | Oro       | 1,84 m      |      |
| 2017 | Mondiali                          | Londra         | Salto in alto | 21ª (q)   | 1,85 m      |      |
| 2017 | Giochi asiatici indoor            | Aşgabat        | Salto in alto | Oro       | 1,86 m      |      |
| 2018 | Campionati asiatici indoor        | Teheran        | Salto in alto | Oro       | 1,84 m      |      |
| 2018 | Giochi asiatici                   | Giacarta       | Salto in alto | Argento   | 1,94 m      |      |
| 2019 | Campionati asiatici               | Doha           | Salto in alto | Oro       | 1,90 m      |      |
| 2019 | Mondiali                          | Doha           | Salto in alto | 26ª (q)   | 1,80 m      |      |